# 梶井健一
梶井 健一（かじい けんいち、1916年（大正5年）3月1日 - 2011年（平成23年）7月16日 ）は、日本の実業家。名古屋鉄道（名鉄）の元社長。梶井剛の長男。

## 経歴
東京都出身。1940年（昭和15年）に東京大学経済学部卒業とともに日本銀行に入行し、仙台支店長、新潟支店長を経て、1967年から考査局長に就任。1970年（昭和45年）には土川元夫の誘いを受けて、名古屋鉄道へ転職し、同年5月から副社長に就任。1982年（昭和57年）6月には社長に就任し、1988年6月に副会長を経て、1991年（平成3年）12月から竹田弘太郎の死去に伴い空席になっていた会長に就任した。
その一方で、1985年から名鉄百貨店会長に就任。中部開発センター会長、中部経済連合会副会長、日本民営鉄道協会副会長を歴任。
1982年4月に藍綬褒章を受章し、1987年4月に勲二等旭日重光章を受章。
2011年(平成23年）7月16日に肺炎のために死去。享年95歳。

## 家族
- 父・梶井剛
- 妻・時子 - 旧姓・渡辺。中浜万次郎の子孫。[5]
- 義弟（妹の夫）・大来佐武郎